# یوما ایشیگاکی
یوما ایشیگاکی (انگلیسی: Yuma Ishigaki؛ زادهٔ ۲۸ اوت ۱۹۸۲) یک هنرپیشه اهل ژاپن است. 
از فیلم‌ها یا برنامه‌های تلویزیونی که وی در آن نقش داشته است می‌توان به سیزده آدمکش و آزومی اشاره کرد.